# Pseudacrodonta
Pseudacrodonta is een geslacht van rechtvleugeligen uit de familie sabelsprinkhanen (Tettigoniidae). De wetenschappelijke naam van dit geslacht is voor het eerst geldig gepubliceerd in 1998 door Ingrisch.

## Soorten
Het geslacht Pseudacrodonta  is monotypisch en omvat slechts de volgende soort:
- Pseudacrodonta nigrospinosa (Bolívar, 1900)